# El libro de Monelle
El libro de Monelle es una obra del escritor francés Marcel Schwob. Fue publicada originalmente en 1894, por la editorial Léon Chailley. Es considerada como la biblia no oficial del simbolismo francés, y como la obra maestra del autor. El libro se centra en la figura de Monelle, quien está inspirada en una amante de Schwob, llamada Louise. Ella era una joven de origen humilde que se prostituía ocasionalmente. Schwob la conoció poco antes de 1891, manteniendo contacto con ella hasta su muerte. Louise falleció el 7 de diciembre de 1893, a la edad de 25 años, a causa de tuberculosis. Su muerte afectó profundamente al escritor.

## Contexto
Los relatos que componen El libro de Monelle fueron escritos, al principio, como historias para Louise, mientras todavía vivía. Conforme la enfermedad de esta empeoró, los relatos fueron tornándose más oscuros. Después de su muerte, Schwob acabó los últimos relatos y, tras cambiar algunos títulos y reorganizarlos en un nuevo orden, los publicó como El libro de Monelle. Por lo tanto, la obra, como conjunto, es consecuencia de la muerte de Louise, de la cual Monelle es una encarnación literaria.
Schwob veía en Louise a una niña, y así la representó en el libro, pues Monelle no rebasaba los 12 años. La misma naturaleza infantil se extiende a cada una de las protagonistas de los diversos relatos que componen la obra. Estas niñas son el hilo conductor del libro. Referidas en la obra como “pequeñas prostitutas”, cabe señalar que no lo eran literalmente. Sin embargo, sí encarnan una figura marginal, que rinde culto al instante y anhela la perpetuación de la inocencia. A su vez, son entes contradictorios, cuyo carácter agridulce, siniestro por momentos, deja ya patente cierta inocencia perdida.

## Estructura
La obra no puede encuadrarse dentro de un único género literario. Aunque podría describirse como un conjunto de relatos, El libro de Monelle es diferente de una típica compilación de cuentos. Está dividido en tres partes, cada una con diferente estructura narrativa. Pese a ello, existe un elemento unificador: la presencia de Monelle, literal o simbólica, a lo largo de la obra. Es por esto que El libro de Monelle es la obra de Schwob que transmite la mayor sensación de unidad. La primera parte, “Las palabras de Monelle”, consiste en una serie de versos libres, mediante los cuales Monelle explica diversos temas. La segunda parte, “Las hermanas de Monelle”, se conforma de once cuentos, los cuales tratan todos de diferentes niñas pequeñas. La última parte, “Monelle”, se compone de seis poemas en prosa, todos centrados en ella.
En general, El libro de Monelle maneja un lenguaje de carácter profético. El propio título hace referencia al antiguo testamento, emulando al Libro de Job. Otras referencias bíblicas pueden encontrarse en los títulos de algunos de sus capítulos, como “De su reino” (en referencia al reino de dios) o “De su resurrección” (en referencia a la resurrección de Jesús). También existen referencias a obras de Charles Perrault, como Barba Azul o Cenicienta, basados estos, a su vez, en relatos populares. De tal forma, en El libro de Monelle puede entreverse cierta reescritura de tales obras, a manera de interpretaciones formuladas sobre otras interpretaciones.

Un ejemplo de lo anterior puede leerse en este comentario sobre “La complacida”, uno de los relatos que forman parte de “Las hermanas de Monelle”: 
“El piso común entre lector, autor y heroína –los tres conocen la historia original [La cenicienta de Charles Perrault]– juega un papel en la condensación del cuento por parte de Schwob, en ciertas actitudes, acciones y expectativas de Cice [protagonista de ‘La complacida’] y en el suspenso hacia el desenlace que el lector espera. Por otra parte, el lector que lee a Schwob que creó a Cice que leyó a Perrault que escribió las historias que la gente contaba, se encuentra haciendo una lectura en quinto grado”.